# Honoré-Joseph-Antoine Ganteaume
 (La Ciotat, 13 aprile 1755 – Pauligne, 28 luglio 1818) è stato un ammiraglio francese.

## Biografia
Figlio di un francese dedito al commercio marittimo, nella prima gioventù compì una dozzina di crociere navali a scopo commerciale. Entrato nella Marina da guerra francese, prese parte alla guerra d'indipendenza americana. Nel 1778 divenne ufficiale ausiliario e sottotenente di vascello nel 1786. Preso prigioniero dagli inglesi nel 1793, dopo la sua liberazione divenne capo di divisione nel 1795 e nel periodo del Direttorio fu elevato al grado di contrammiraglio. Partecipò alla prima battaglia di Abukir come Capo di Stato Maggiore dell'ammiraglio François-Paul Brueys D'Aigalliers.
Rientrato a Brest, gli fu affidata una squadra navale con il compito d'imbarcare a Tolone rinforzi per la spedizione in Egitto. Egli giunse a Tolone, ove rimase per circa due mesi: partito per l'Egitto, riuscì ad eludere la caccia datagli, nel Mediterraneo, dalla flotta inglese al comando del viceammiraglio Robert Calder, ma, giunto presso le coste africane, non osò fermarsi a sbarcare le truppe di rinforzo, il che gli conferisce una pesante corresponsabilità nella successiva disfatta della spedizione.
Conservando tuttavia la fiducia riposta in lui dal Primo console, alla fine del 1801 fu incaricato di trasportare, con la sua squadra navale, le truppe della spedizione a Santo Domingo, 24.000 uomini al comando del generale Victor Emanuel Leclerc, cognato di Napoleone, per combattere Toussaint Louverture, che si era proclamato dittatore a vita dell'isola. Rientrato in Francia, fu nominato Prefetto marittimo di Tolone e il 30 maggio 1804 fu promosso viceammiraglio. Ebbe quindi il comando della flotta francese dell'Atlantico stanziata a Brest, ma non osò uscire in mare aperto a recare aiuto all'ammiraglio Pierre Charles Silvestre de Villeneuve per timore d'incappare nella flotta inglese. Dal 1808 al 1810 ebbe il comando della flotta del Mediterraneo e nel 1808 dovette occuparsi del rifornimento di Corfù, ma senza grandi risultati.
Nel 1808 fu nominato Ispettore generale delle coste dell'oceano. Nel 1810 Napoleone lo nominò Conte dell'Impero e, il 1º agosto 1811, Colonnello comandante del battaglione dei marinai della Guardia Imperiale. Con la Restaurazione, il 17 agosto 1815, re Luigi XVIII lo nominò Pari di Francia e poi Ispettore di Prima classe. Nel processo intentato contro il maresciallo Ney presso la Camera dei Pari (fine 1815), Ganteaume fu tra coloro che ne votarono per la condanna a morte.
Morì a Pauligne il 28 luglio 1818 e fu sepolto nel cimitero di Aubagne.

## Eredità
Su di lui, durante l'esilio di Sant'Elena, Napoleone Bonaparte espresse un giudizio molto severo: «Ganteaume non era altro che un marinaio, incapace e privo di risorse»
Il suo nome è scolpito sotto l'Arco di Trionfo di Parigi, al pilastro sud, colonna 23.